# 祝勇
祝勇（1968年8月15日—），生於遼寧省沈陽市，中国作家、學者，藝術學博士，現擔任故宮博物院故宮學研究所研究員。歷任時事出版社編輯。

## 生平
1991年開始發表作品。先後擔當多部大型歷史紀錄片撰稿者。已出版作品40餘種，有四卷本《祝勇作品集》，主編上百種文學、思想選本。擔任紀念鄭和下西洋600 週年大型歷史文獻紀錄片《1405，鄭和下西洋》、紀念共和國成立60週年大型歷史文獻紀錄片《我愛你，中國》等總撰稿。

## 著作
- 《與夢相約》
- 《故宫六百年》[2]